# Melanoxanthus guamensis
Melanoxanthus guamensis là một loài bọ cánh cứng trong họ Elateridae. Loài này được Van Zwaluwenburg miêu tả khoa học năm 1942.